# Ніцца (виноробна зона)
Ніцца (італ. Nizza DOCG) — виноробна зона в італійській провінції Асті, виробляється вино найвищої категорії якості DOCG. Створена у листопаді 2014 року навколо муніципалітету Ніцца-Монферрато. Раніше ця місцевість входила до виноробної зони італ. Barbera d'Asti DOCG.

## Сорт винограду
Дозволяється виробляти вино виключно з барбери, без домішок інших сортів.

## Теруар
Площа виноробної зони на 2015 рік складала 250 га. Ґрунти мергельні. Клімат помірний або тепло-помірний, не дуже вітряний з середньорічними опадами близько 700 мм. Виноград повинен вирощуватись на пагорбах (висота переважно від 150 до 400 метрів) на їх південній, південно-західній, південно-східній стороні. Виноград потрібно збирати виключно вручну. Дозволено зрошення при загрозі врожаю. Кількість врожаю суворо контролюється. Максимальна врожайність — 7 тон с гектара (якщо виноградник молодше 7 років, врожайність повинна бути ще менша).

## Географічне розташування
Зона виробництва: 18 комун району Ніцца-Монферрато: Альяно-Терме, Бельвельйо, Каламандрана, Кастель-Больйоне, Кастельнуово-Бельбо, Кастельнуово-Кальчеа, Кастель-Роккеро, Кортільйоне, Інчиза-Скапаччино, Момбаруццо, Момберчеллі, Ніцца-Монферрато, Вальйо-Серра, Вінкьо, Бруно, Роккетта-Палафеа, Моаска, Сан-Марцано-Олівето. На 2016 рік виноробна зона налічувала біля 40 виробників. 

## Характеристика вина
Виробляється червоне сухе вино з досить високим вмістом спирту. Витримка вина триває мінімум 18 місяців, включаючи 6 місяців у бочці; для вин категорії італ. riserva, мінімум 30 місяців, включаючи 12 місяців у бочці. Мінімальний рівень алкоголю — 13 % або 13,5 %, якщо на етикетці вказується назва виноградника. Колір рубіново-червоний, насичений, при витримці з'являються гранатові відтінки. Запах інтенсивний характерний, ефірний. Смак сухий, насичений, гармонійний, округлий. Переробка сусла та розлив вина повинен проводитись у межах виноробної зони..